# 木村航
木村 航（きむら こう）は、日本の作家、シナリオライター。岩手県釜石市出身。著者紹介の学歴によれば「1990年度蓬萊学園卒業」との事。2003年に『秘神大作戦』のノベライズ作品でデビューする。茗荷屋甚六（みょうがやじんろく）名義でネットゲームのマスター、フリーランスとしてライアーソフトのシナリオライターなどとしても活動している。
ライトノベルの著作が多いが、双葉社WEBマガジン「カラフル」で介護施設しおかぜ荘シリーズ（一般文芸）を連載、連載された作品は単行本化されている。

## 人物
怪獣や怖い話を好む。また、変なモノがとても好きだという。

## 主な作品

### 小説

#### オリジナル作品
- しおかぜ荘シリーズ
  1. 愛とカルシウム（2008年11月 双葉社／2011年11月 双葉文庫）
  2. 覆面介護士ゴージャス★ニュードウ（2012年1月 双葉社）
  3. しおかぜ荘の震災 車いすから見た3.11（2013年3月 双葉社）

- 秘神大作戦 歌う虚（2003年5月 ファミ通文庫）
- ぺとぺとさん（2004年3月 - 2006年1月 ファミ通文庫 全5巻）
- ぴよぴよキングダム（2004年10月 - 2005年9月 MF文庫J 全3巻）
- ジャングル！（2006年5月 ファミ通文庫）
- 串刺しヘルパーさされさん（2006年7月 - 2007年4月 HJ文庫 全3巻）
- 七本腕のジェシカ（2008年2月 - 7月 MF文庫J 全2巻）
- ミラクルチロル44キロ（2008年12月 - 2009年2月 メガミ文庫 全2巻）
- マジカルパンプキン44キロ（2009年10月 メガミ文庫）
- コトノハ遣いは囁かない（2009年11月 - 2010年3月 MF文庫J 全2巻）
- ななめカンナヅマ（2010年8月 ファミ通文庫）
- パラプラ学園（2015年3月 角川スニーカー文庫）

#### ノベライズ
- 世界征服 ～白いケイトと真夏のベルビアージェ～（2014年3月 TYPE-MOON BOOKS）
- revisions リヴィジョンズ（2018年12月 - 2019年3月 ハヤカワ文庫JA 全3巻）
- PSYCHO-PASS サイコパス Sinners of the System（2019年12月 - 2020年1月 MAG Garden NOVELS 全2巻）- 共著：吉上亮 ※茗荷屋甚六名義
- ログ・ホライズン 外伝 新たなる冒険の大地（2021年1月 KADOKAWA）- 共著：池梟リョーマ

### テレビアニメ
- revisions リヴィジョンズ（2019年、脚本） ※茗荷屋甚六名義
- エスタブライフ グレイトエスケープ（2022年、脚本） ※茗荷屋甚六名義

### 朗読劇
- 朗読劇 PSYCHO-PASS サイコパス -ALL STAR REALACT-（脚本）

### ゲーム
- CANNONBALL 〜ねこねこマシン猛レース!〜（2003年、ライアーソフト）
- Forest（2004年、ライアーソフト）
- 水スペ 川野口探検隊 これが秘境だ!人類未到!立ちふさがる商店街!八鏡大学に隠された地球最大の謎を追え!!（2009年、ライアーソフト）
- PSYCHO-PASS サイコパス 選択なき幸福（2015年、MAGES.）
- Fate/Grand Order（2015年 - 2020年、TYPE-MOON）サーヴァントキャラクター設定、イベントシナリオ執筆